# مسلسل سنگین هاچکیس مدل ۲۵

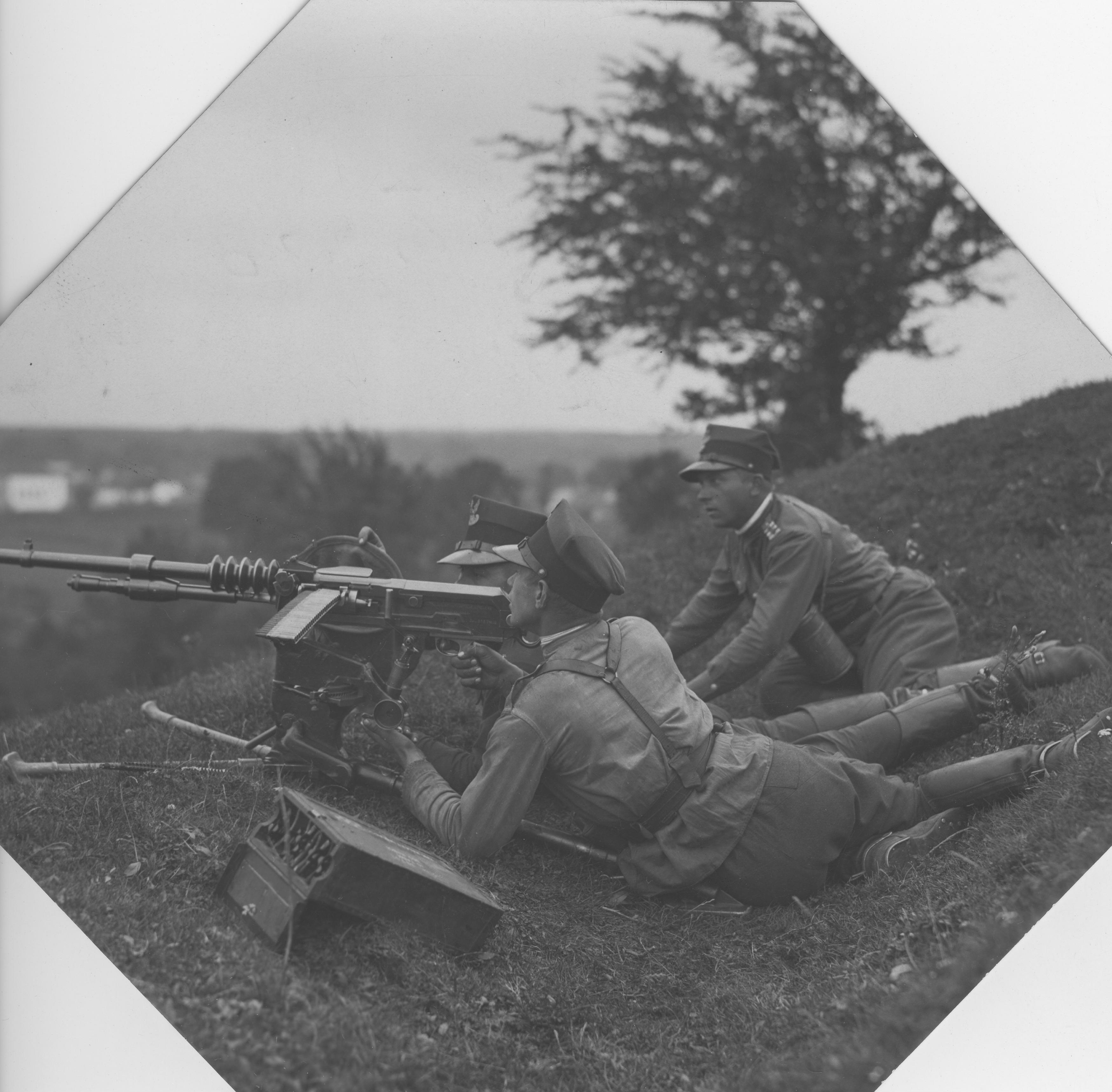
سربازان لهستانی در حال تمرین با مسلسل هاچکیس مدل ۲۵، سال ۱۹۳۱ میلادی

مسلسل سنگین هاچکیس مدل ۲۵ (به لهستانی: Ciężki karabin maszynowy wz. 25 Hotchkiss) نمونه لهستانی مشتق از مسلسل هاچکیس ام۱۹۱۴ بود که برای استفاده با مهمات ۷٫۹۲×۵۷ طراحی شد.

## طراحی
این مسلسل در سال ۱۹۲۴ طراحی و به سرعت وارد خدمت نیروی زمینی لهستان شد. اما از آنجایی که سلاح دقت مناسبی نداشت و به سرعت داغ می‌کرد از خدمت واحدهای پیاده‌نظام خارج و به واحدهای سپاه حفاظت مرزی (لهستان) و توپخانه سپرده شد. بعضی از این مسلسل‌ها در دهه ۱۹۳۰ اصلاح و به سلاح اصلی خودروهای زرهی ارتش لهستان تبدیل شدند که از نوار فشنگ ۳۰تایی استفاده می‌نمودند.
ورماخت تعدادی از این مسلسل‌ها را در هنگام تهاجم به لهستان در سال ۱۹۳۹ غنیمت گرفت و با نام 7,9 mm sMG 238(p) از آن‌ها استفاده می‌کرد.